# 베이징 지하철 11호선
베이징 지하철 11호선(중국어: 北京地铁11号线)은 중화인민공화국 베이징시에 건설 중인 베이징 지하철의 노선이다. 2019년 11월 13일에 착공하여 2021년 12월 31일에 개통되었다.

## 같이 보기
- 베이징 지하철